# Harald Pomper

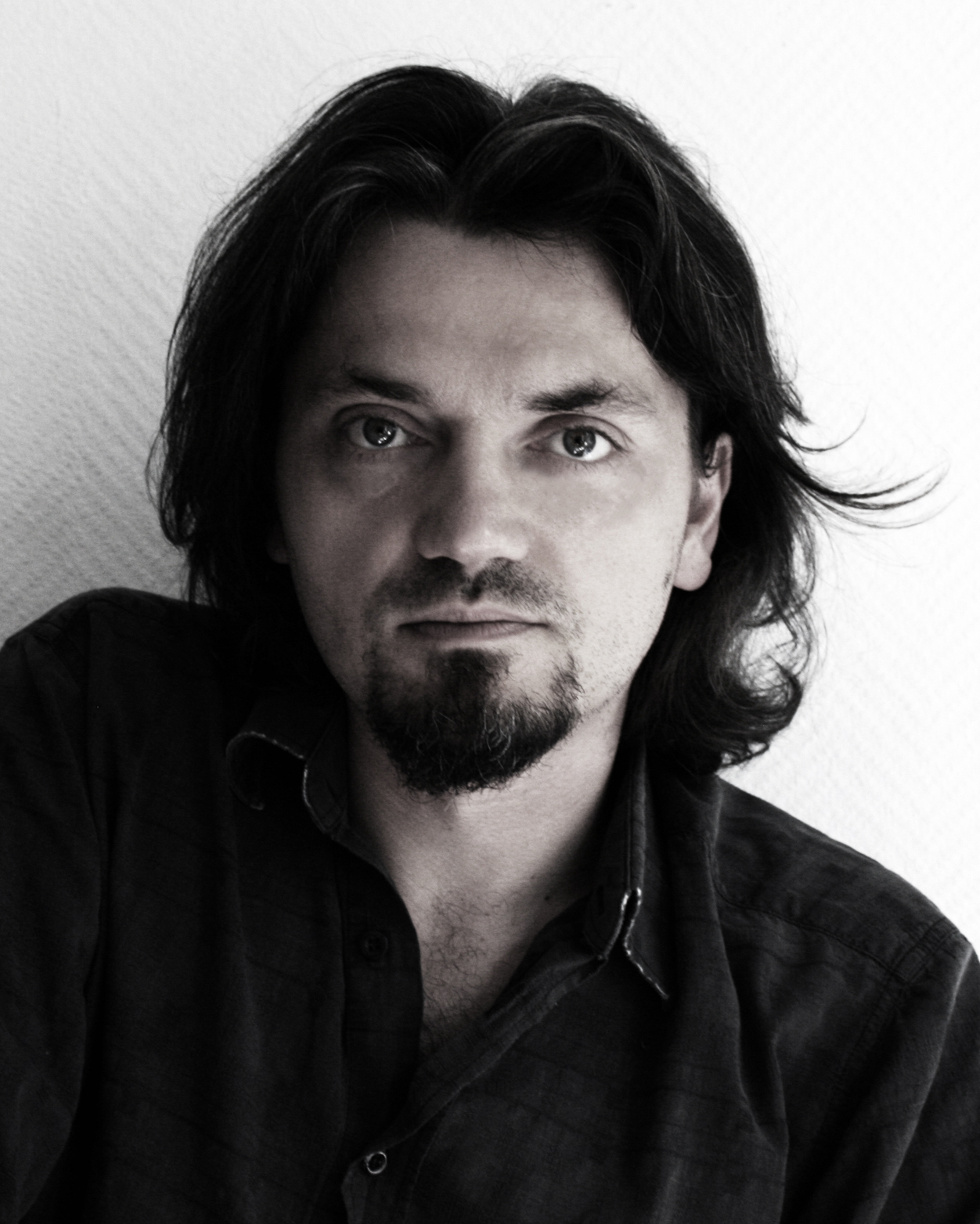
Harald Pomper (2013)

Harald Pomper (* 3. November 1976 in Oberwart) ist ein österreichischer Liedermacher und Kabarettist und widmet sich zunehmend auch gesellschaftspolitischen Aktionen.

## Leben und Wirken
Harald Pomper absolvierte im Südburgenland eine Doppellehre zum Werkzeugmacher und Schlosser. Nach den abgeschlossenen Facharbeiterprüfungen und abgeleistetem Präsenzdienst ging er nach Wien, um neben seiner Arbeit via Abendschule die Handelsakademie für Berufstätige nachzuholen. In diesen Jahren war er auch als Metallrestaurator in der Hofjagd- und Rüstkammer (Waffensammlung) des Kunsthistorischen Museums in Wien tätig. 2003 begann er ein Studium an der Universität Wien (Fakultät für Sozialwissenschaften, Studienrichtung Publizistik- und Kommunikationswissenschaften) und wandte sich beruflich dem Journalismus zu (unter anderem beim Online-Jugendmagazin CHiLLi.cc, den Niederösterreichischen Nachrichten oder der Austria Presse Agentur).
Während dieser Jahre war Pomper musikalisch in diversen Projekten tätig, wagte aber erst nach Beendigung seines Studiums 2010 die volle Hinwendung zur Musik und zur Kleinkunst. Zu diesem Zweck übersiedelte er nach Berlin, wo er bis 2014 wohnhaft war. Von 2005 bis 2013 veröffentlichte er seine Musik unter dem Pseudonym „Stara Bas“ und trat in der Öffentlichkeit auch mit diesem Namen auf. 2013 gründete er die wandernde „Offene Bühne Burgenland“, die er bis heute betreut.
Verstärkt tritt er auch mit gesellschaftspolitischen Aktionen in Erscheinung. So war er 2009 Mitorganisator der „Lichterkette ums Parlament“, die sich als Zeichen für Zivilcourage verstand. 2017 enthüllte er vor dem Wiener Parlament eine umgestaltete EU-Fahne, um auf die Machtverschiebung von demokratisch gewählten Volksvertretern hin zu Vertretern von multinationalen Großkonzernen hinzuweisen. Diese Fahne, bei der die Sterne Europas zerbrochen am Boden liegen, während die neuen, leuchtenden Sterne am europäischen Himmel die Logos diverser Großkonzerne darstellen, ist auch Teil seines Soloprogramms „Endspiel Demokratie“. Im gleichen Jahr wanderte er als symbolisches Zeichen gegen den durch Menschen verursachten Klimawandel eineinhalb Monate zu Fuß durch Österreich, um so zu seinen Auftritten zu gelangen. In diesem Zusammenhang entstand auch sein Album „Strassenhund“. Dieses wurde mittels mobilem Recorder auf Straßen, Fußgängerzonen oder Waldlichtungen während seines Fußmarsches aufgenommen.
Harald Pomper ist neben seinen Kabarett- und Musikkabarett-Programmen auch regelmäßig mit ausschließlich musikalischen Auftritten auf diversen Bühnen zu sehen. Neben Tourneen, die ihn durch Deutschland und Österreich führen, gibt er immer wieder Einzelauftritte oder gastiert bei Festivals. 2010 absolvierte er eine Japan-Tour mit insgesamt 13 Auftritten in Tokio, Osaka und Aichi. Dafür wurden einige seiner Stücke in die japanische Sprache übersetzt.
Harald Pomper schreibt sämtliche Texte und Musik für seine Kabarettprogramme und Alben selbst. Gelegentlich greift er auch auf Traditionals zurück, die er für seine Zwecke adaptiert.
2018 schrieb Pomper mit Franz Alexander Langer den Anti-Hass-Song „A leiwandes Land“, das von zahlreichen Künstlern, wie z. B. Cornelius Obonya, Harri Stojka, Reinhard Nowak, Günther Paal, Paul Pizzera, Otto Jaus, Eva Billisich, Leo Lukas, Omar Sarsam und vielen anderen eingesungen und eingespielt wurde. Von Skero, Kid Pex und Disorder stammt ein Hip-Hop-Teil.
Aufgrund des Corona-Lockdowns musste Pomper die Premiere seines Programms „Das wird man wohl noch sagen dürfen“ von März 2020 auf Oktober 2020 verschieben. Nach den gesellschaftlichen Verwerfungen rund um die Covid-Maßnahmen und den Massenprotesten sah sich Pomper gezwungen, sein Programm von „Das wird man wohl noch sagen dürfen“ in „ANDERS als GEPLANT“ umzubenennen, um nicht als Querdenker-Programm wahrgenommen zu werden.

## Diskografie
- 2006: „Verlierer“, Album; veröffentlicht als „Stara Bas“, Label: Wickie's, Wien (ISRC: ATP-E5)
- 2009: „Jenseits Reggae“, Single; veröffentlicht als „Stara Bas“, Label: Wickie's, Wien
- 2010: „Alkohol & andere Probleme“, Album; veröffentlicht als „Stara Bas“, Label: Wickie's, Wien
- 2014: „Schöne Zeit“, Single, Label: Wickie's, Wien
- 2014: „Es wird wieder gut“, Single, Label: Wickie's, Wien
- 2015: „Der Lack ist ab“, Album, Label: Wickie's, Wien
- 2017: „Strassenhund“, Album, Label: Wickie's, Wien
- 2018: „A leiwandes Land“, Single, veröffentlicht als „100 Menschen – 1 Stimme“, Label: Dance all day – Musicvertriebs GmbH
- 2022: „Strassenhund“, Album, Relaunch von 2017, Label: Changeover, Wien

## Kabarettprogramme
- 2012: „Spielen und Sterben muss man alleine“, aufgetreten als „Stara Bas“, Premiere im „Zimmer 16“, Berlin; Buch, Musik und Regie: Harald Pomper
- 2014 „Alkohol & andere Probleme“, Premiere am 17. Oktober 2014 im „Kuga“, Großwarasdorf; Buch, Musik und Regie: Harald Pomper[10]
- 2015 „Gemischtes Doppel“ (mit Guggi Hofbauer); Buch und Regie: Harald Pomper und Guggi Hofbauer[11]
- 2015 „Weihnachten is fia'd Fisch“; Buch, Musik und Regie: Harald Pomper[12]
- 2016: „Endspiel Demokratie. Oder: Wie eine Gesellschaft über den Tisch gezogen wird“, Premiere am 5. Februar 2016 in der „Gruam“ in Wien; Buch und Musik: Harald Pomper; Regie: Harald Pomper und Daniela Mitterlehner[13]
- 2017: „Café Freudenhaus“ (mit Claudia Sadlo und Ben Turecek), Premiere am 19. November 2017 im „Aera“, Wien; Buch: Harald Pomper, Claudia Sadlo, Ben Turecek; Musik, Harald Pomper; Regie: Mark Mayr[14]
- 2018: „Endspiel Demokratie 2. Der Letzte dreht das Licht ab“, Premiere am 3. Februar 2018 im „OHO“ Oberwart; Buch und Musik: Harald Pomper; Regie: Daniela Mitterlehner[15]
- 2019: „Endspiel Demokratie 3. A***h, Volk und Wirtschaftswunder“, Premiere am 6. Februar 2019 im Kulturzentrum Oberschützen
- 2020: „ANDERS als GEPLANT“, Premiere am 28. Oktober 2020 in der Kulisse in Wien.[16]

## Tourneen
- 2007 und 2008: „Nackt“, Deutschland
- 2010: „Nippon 2010“, Japan[17]
- 2011: „Mühsam“, Deutschland, Österreich
- 2017: „Strassenhund“, Österreich[18]

## Auszeichnungen
- 2024: 1. Platz, Mönchshof Kabarettpreis, Kulmbach, Bayern[19]